# 彭沛谷
彭沛谷，十六国时期卢水胡首领，贰县（今陕西省黄陵县城西北30里的隆坊镇）人。
387年（前秦太初二年、后秦建初二年、晋孝武帝太元十二年）正月，彭沛谷与休屠胡（屠各胡）董成、张龙世、新平羌雷恶地等人起兵，归附前秦大司马、鲁王苻纂，拥众十余万。在贰县建立彭沛谷堡。七月，被后秦姚苌所败，丢失彭沛谷堡，逃奔杏城（今陕西黄陵县西南）。九月，苻纂弟苻师奴被姚苌在泥源击败后，彭沛谷归降后秦。